# Paul Raphael Montford

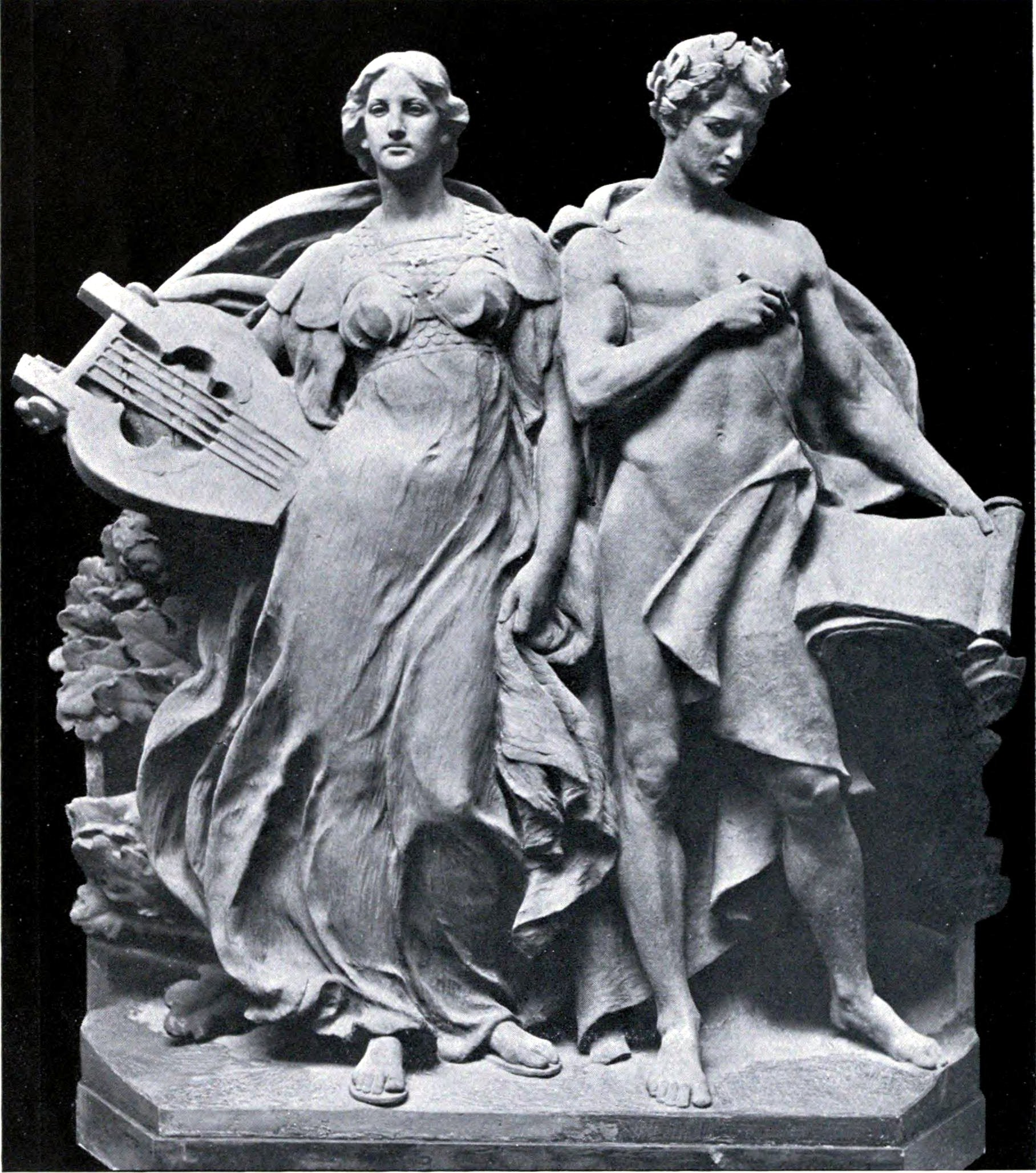
Obra de Paul Raphael Montford, "Music and Poetry", localizado em City Hall, Edifício em Cardiff, País de Gales

Paul Raphael Montford (1 de Novembro de 1868 — 15 de Janeiro de 1938) foi um escultor inglês, activo na Austrália, vencedor da medalha de ouro da Royal Society of British Sculptors de 1934.